# Pennsylvania Station
Pennsylvania Station (gewoonlijk bekend als Penn Station) is een spoorstation en knooppunt voor regionale treinen in New York. Het station bevindt zich onder het Pennsylvania Plaza, een complex op 8th Avenue en 31st Street op Midtown Manhattan en is eigendom van Amtrak. Met 600.000 passagiers per dag (ter vergelijking, Grand Central Terminal verwerkt er 140.000 per dag) is dit het drukste verkeersknooppunt in de Verenigde Staten. en veruit het drukste treinstation in Noord-Amerika.
Penn Station ligt in het midden van de Northeast Corridor, een geëlektrificeerde spoorlijn voor passagierstreinen, met naar het noorden Boston en naar het zuiden Washington. Intercitytreinen worden ingezet door Amtrak en regionale treinen worden ingezet door Long Island Rail Road en New Jersey Transit. Het station is verbonden met zes metrolijnen van New York.
Penn Station is het drukste station van Amtrak in de VS. Het station had in 2004 4,3 miljoen passagiers van treinen door Amtrak, wat ruim twee keer zo veel is als het een na drukste station, de Union Station in Washington.

## Geschiedenis

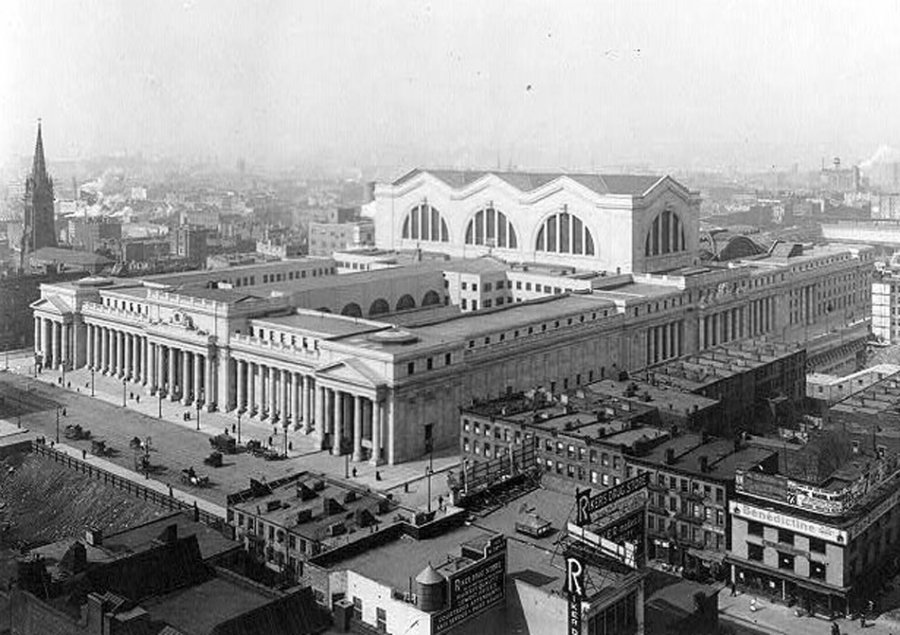
Zicht vanaf het noordoosten, rond 1911. De grootte van het station vergeleken met de gebouwen erom is goed te zien. Weinig van de gebouwen te zien op de afbeelding zijn bewaard gebleven.

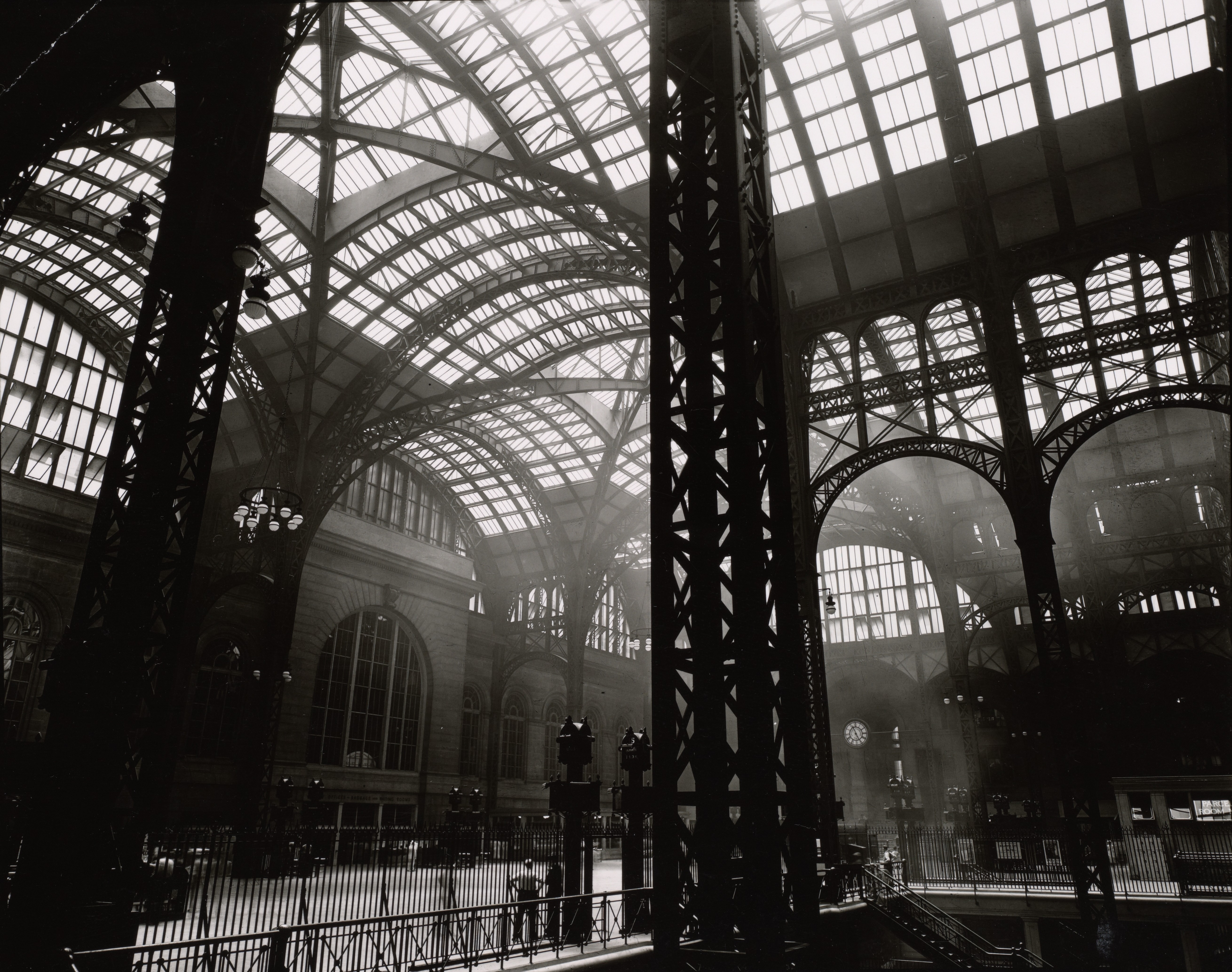
Penn Station rond 1936

Pennsylvania Station is vernoemd naar de spoorwegmaatschappij Pennsylvania Railroad (PRR), die liet het station bouwen en het station deelt haar naam met stations in andere steden. Het huidige gebouw is het grondig veranderde ondergrondse overblijfsel van een groter gebouw, ontworpen door McKim, Mead, and White en voltooid in 1910. Het oorspronkelijke Pennsylvania Station was een meesterwerk in de beaux-artsstijl en een van de architectonische juwelen van New York. In de jaren 50 werden de air-rights van het station aangeboden en werden kort erna verkocht. De optie vereiste de sloop van de station- en treinkappen, om vervangen te worden door een kantorencomplex en een sportcomplex. De sporen van het station die onder het straatniveau lagen, zouden niet veranderd worden. De sloop begon in oktober 1963. Het Pennsylvania Plaza complex, inclusief het vierde en huidige Madison Square Garden, werden voltooid in 1968.

### Planning en bouw
In de vroeg 20e eeuw liep het railnetwerk van PRR tot de westelijke oever van rivier de Hudson bij Jersey City. Passagiers die naar Manhattan wilden, moesten per veerpont de reis vervolgen. De concurrent New York Central Railroad had een lijn direct naar Manhattan met een station (Station Grand Central Terminal) in het hart van het commerciële centrum van Manhattan.
Om dit nadeel ongedaan te maken wilde de Pennsylvania Railroad een spoorbrug bouwen over de Hudson. Hier kwam het niet van omdat andere treinmaatschappijen niet mee wilden doen met het project, wat noodzakelijk was voor de toestemming van de staat.
Het alternatief was een tunnel onder de rivier, maar de lengte van de tunnel zou moeilijk te ventileren zijn en niet geschikt zijn voor stoomlocomotieven. Met de ontwikkeling van elektrische locomotieven was het mogelijk een tunnel te graven. Op 12 december 1901, kondigde de president van PRR, Alexander Cassatt, aan om New York aan te doen door middel van een tunnel onder de Hudson en de bouw van een groot station aan de West Side op Manhattan, ten zuiden van 34th Street.
In juni 1903 begon de bouw van twee enkelsporige tunnels onder de Hudson die gegraven werden vanuit het westen. Vier enkelsporige tunnels werden er gegraven onder de East River. Met de vier laatste tunnels werd Manhattan verbonden met Queens en de Long Island Rail Road.
De bouw van de tunnels onder de Hudson, de North River Tunnels, was voltooid op 9 oktober 1906 en die onder de East River, de East River Tunnels, op 19 maart 1908. In de tussentijd werd het Pennsylvania Station gebouwd. Op 27 november 1910 was het project voltooid en ging de dienstregeling in. De totale kosten van het project voor de bouw van het station en de tunnels bedroegen $114 miljoen (vergelijkbaar met 1,79 miljard euro in 2007).

### Neergang en de sloop
Tijdens de ruim vijftig jaren van het oorspronkelijke station van de eigenaar Pennsylvania Railroad (1910-1963), kwamen en vertrokken dagelijks honderden intercity's, die verre plaatsen aandeden zoals Chicago en Saint Louis en zelfs verder via de sporen van andere maatschappijen richting het zuiden (Miami) en het westen van de VS. Het station zag haar hoogste aantal gebruikers tijdens de Tweede Wereldoorlog, maar tegen de late jaren 1950 daalde het aantal passagiers sterk met de komst van de commerciële luchtvaart en het Interstate Highway System.
De Pennsylvania Railroad begon te onderzoeken hoe zij de kosten voor het operationeel houden konden verlagen en boden in de jaren 1950 de airrights aan van Penn Station. De plannen voor het nieuwe Penn Plaza en Madison Square Garden werden in 1962 aangekondigd. In ruil voor de airrights van Penn Station, zou de Pennsylvania Railroad gratis een gloednieuw, kleiner en gekoeld station krijgen onder het straatniveau en daarbij kregen zij tevens een aandeel van 25% in het nieuwe Madison Square Garden Complex.
De sloop van het oorspronkelijke gebouw in oktober 1963 zorgde voor een wereldwijde verontwaardiging. Toen de sloop van het grote oude gebouw begon, schreef The New York Times:
"Until the first blow fell, no one was convinced that Penn Station really would be demolished, or that New York would permit this monumental act of vandalism against one of the largest and finest landmarks of its age of Roman elegance."
"Totdat de eerst dreun viel, was niemand ervan overtuigd dat het Penn Station werkelijk gesloopt zou worden of dat New York het zou toestaan dat er vandalisme gepleegd zou worden tegen een van de grootste en fraaiste monumenten van zijn tijd met Romeinse elegantie."

### Nieuw station, onder Madison Square Garden
Na 1968 werd Penn Station een volledig ondergronds stationscomplex, gelegen onder Madison Square Garden, 33rd Street en Two Penn Plaza. Het hoofdgebouw heeft drie niveaus: op de bovenste twee niveaus toegangszalen, treinperrons op het laagste niveau. Hoewel  alle niveaus werden gerenoveerd en uitgebreid tijdens de bouw van Madison Square Garden, zijn ze nog steeds grotendeels de originele ruimtes van het station van 1910.
In de daaropvolgende decennia probeerde renovaties faciliteiten en extra bewegingsruimte toe te voegen. De West End Concourse onder Eighth Avenue werd geopend in 1986. In 1994 werd het station gerenoveerd met de toegang tot de LIRR-hal vanuit 34th Street en de centrale verbindingsgang toe te voegen, samen met kunstwerken en verbeterde wachtzones en ruimte voor handelsconcessies. In 2002 werd het toegangsplatform voor de New Jersey Transit gecreëerd in ruimte die vroeger door kleinhandel en Amtrak bureauruimte was ingenomen, en een nieuwe ingang naar dit platform van 31st Street volgde in 2009.
Ondanks de bescheiden renovaties bleef het ondergrondse Penn Station bekritiseerd worden als "disfunctioneel", als "catacomben" met een laag plafond en zonder charme, vooral in vergelijking met de veel grotere en meer sierlijke Grand Central Terminal. 
Na de conversie in de jaren zestig, explodeerde het aantal reizigers in de daaropvolgende decennia, een situatie die nooit door de ontwerpers van het hertekende station was voorzien. Tegen de jaren 2010 verwerkte het station bijna drie keer zijn beoogde capaciteit met dagelijks 450.000 intercity- en forensenreizigers en 330.000 metroreizigers die in 2019 gebruik maakten van het station.

### Uitbreiding

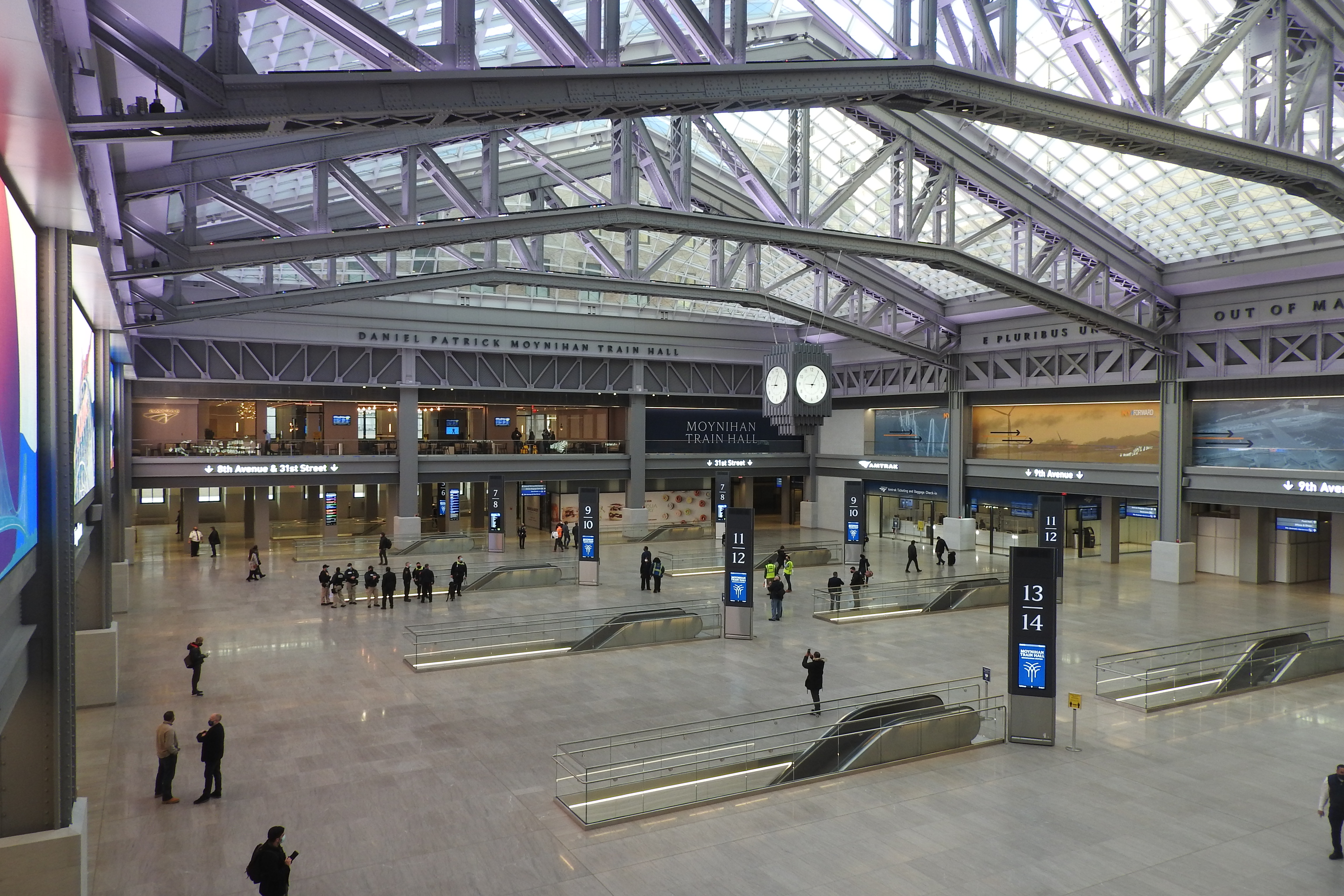
De toegangshal van de Moynihan Train Hall op de inhuldigingsdag, 1 januari 2021

In het begin van de jaren negentig stelde de Amerikaanse senator Daniel Patrick Moynihan voor om een nieuwe toegang tot de perrons te bouwen in het James A. Farley Building, het voormalige hoofdpostkantoor van de stad aan de overkant van de straat, ten westen van het hoofdstation. Moynihan had als jongen schoenen gepoetst in het oorspronkelijke station. Het was pas met financiering van de American Recovery and Reinvestment Act van 2009 mogelijk dat de uitbreiding van de West End Concourse van de Long Island Rail Road (LIRR) onder het Farley Building in 2016 mogelijk werd. 
De nieuwe uitbreiding, Moynihan Train Hall, vernoemd naar de man die het had bedacht, opende op 1 januari 2021. De vernieuwing met een kostprijs van $1.6 miljard en een oppervlakte van 23.700 m² behield het originele oriëntatiepunt en Beaux Arts bouwwerk dat de Farley Building nog steeds is, maar voegde in het gebouw een centraal atrium met een glasdak toe. Het project werd afgerond op tijd en binnen budget na drie jaar constructie. De treinhal biedt nieuwe speciale toegang voor Amtrak-passagiers, en hoewel LIRR-treinen toegankelijk zijn, wordt van de meeste LIRR-rijders verwacht dat ze de bestaande LIRR-hal in het kernstation gebruiken en dat alle New Jersey Transit-activiteiten in de oude structuur blijven. Een nieuwe ingang naar de LIRR-hal in 33rd Street opende eveneens op 1 januari 2021.
Het station kreeg een plaats in de wereldselectie voor de Prix Versailles 2021 in de categorie passagiersstations.

## Treindiensten
Penn Station is een belangrijk station voor de Intercitytreinen van Amtrak. De treindiensten van Amtrak die Pennsylvania Station aan doen zijn: 
- Acela Express: Hogesnelheidstrein tussen Boston & Washington D.C.
- Adirondack: trein naar Montréal
- Cardinal: Naar Chicago via Washington DC, Pennsylvania & Indiana
- Carolinian naar Charlotte, North Carolina
- Crescent naar New Orleans
- Empire Service naar Albany & Niagara Falls, NY
- Ethan Allen Express naar Rutland, Vermont
- Keystone Service naar Harrisburg
- Lake Shore Limited naar Chicago via Cleveland, Ohio
- Maple Leaf naar Toronto
- Pennsylvanian naar Pittsburgh
- Northeast Regional naar Boston of Springfield (richting noorden) & Roanoke, Newport News, or Norfolk (richting zuiden)
- Palmetto naar Savannah
- Silver Meteor naar Miami
- Silver Star naar Miami
- Vermonter naar St. Albans, Vermont

## Zie ook

Pennsylvania Station (1910-1963)
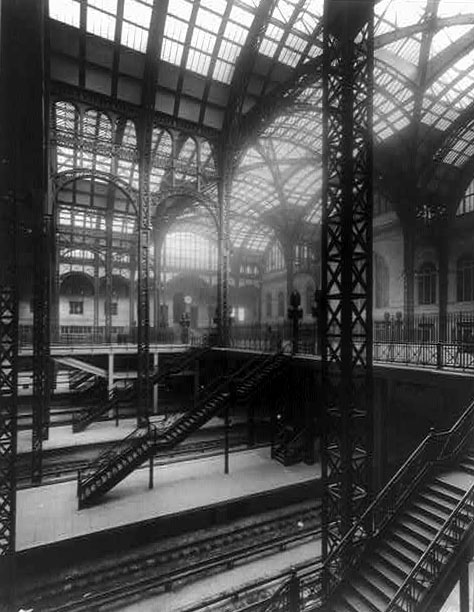
De hal en de trappen naar de perrons.
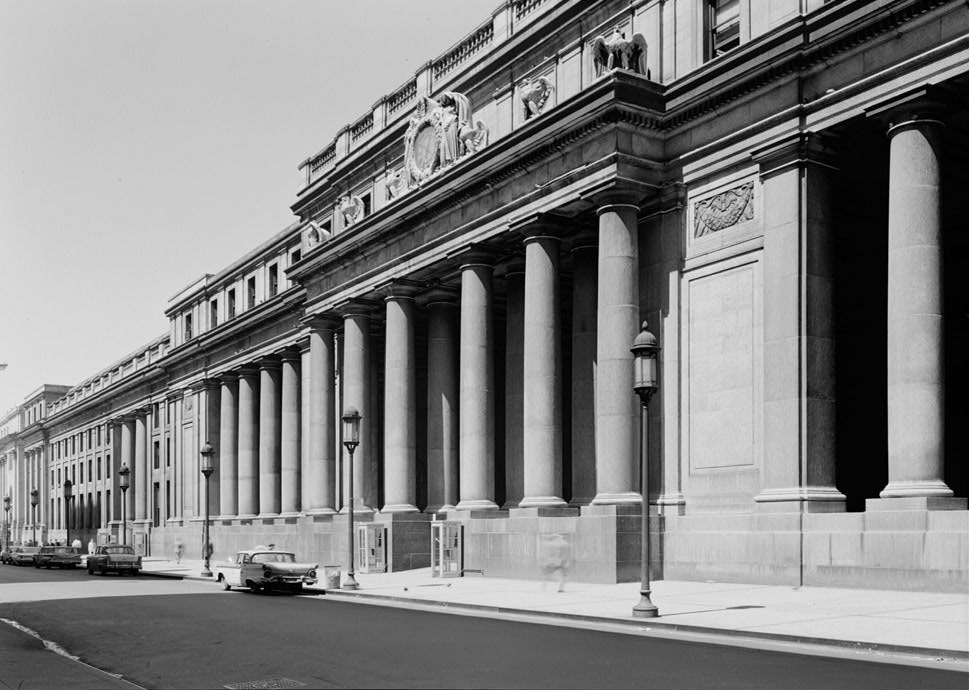
De façcade aan het oosten (7th Ave.)
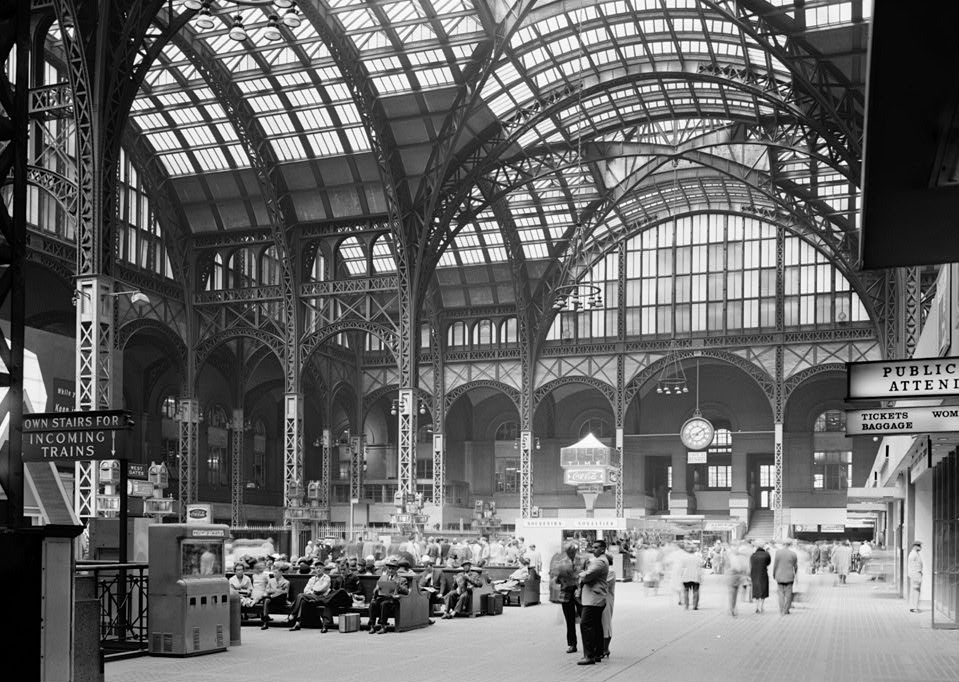
De hal in 1962
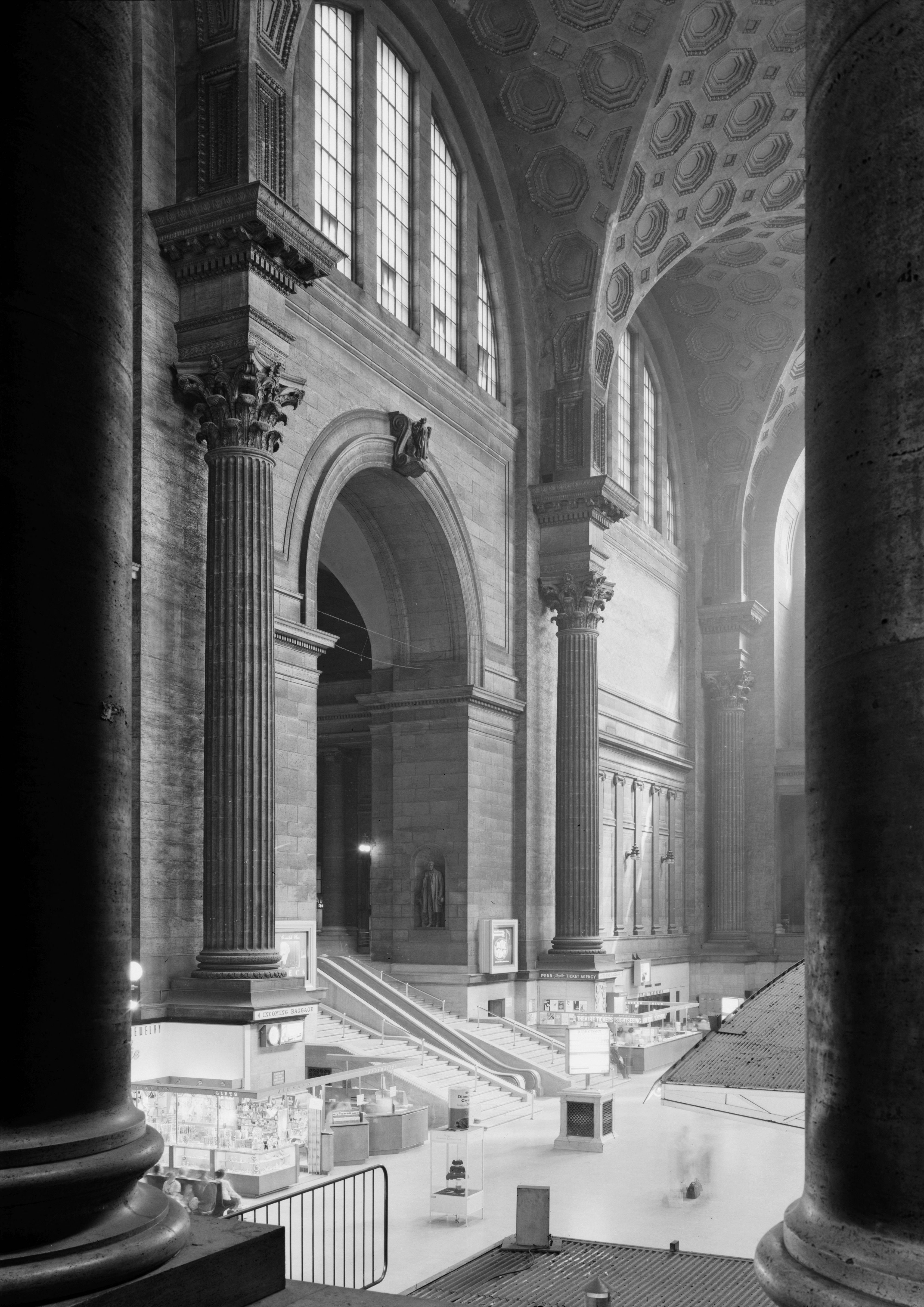
Zuilen van de grote wachthal
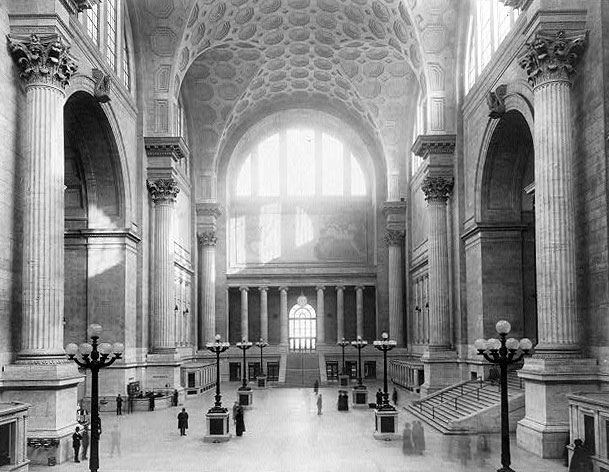
Grote wachthal

Pennsylvania Station in de 21e eeuw
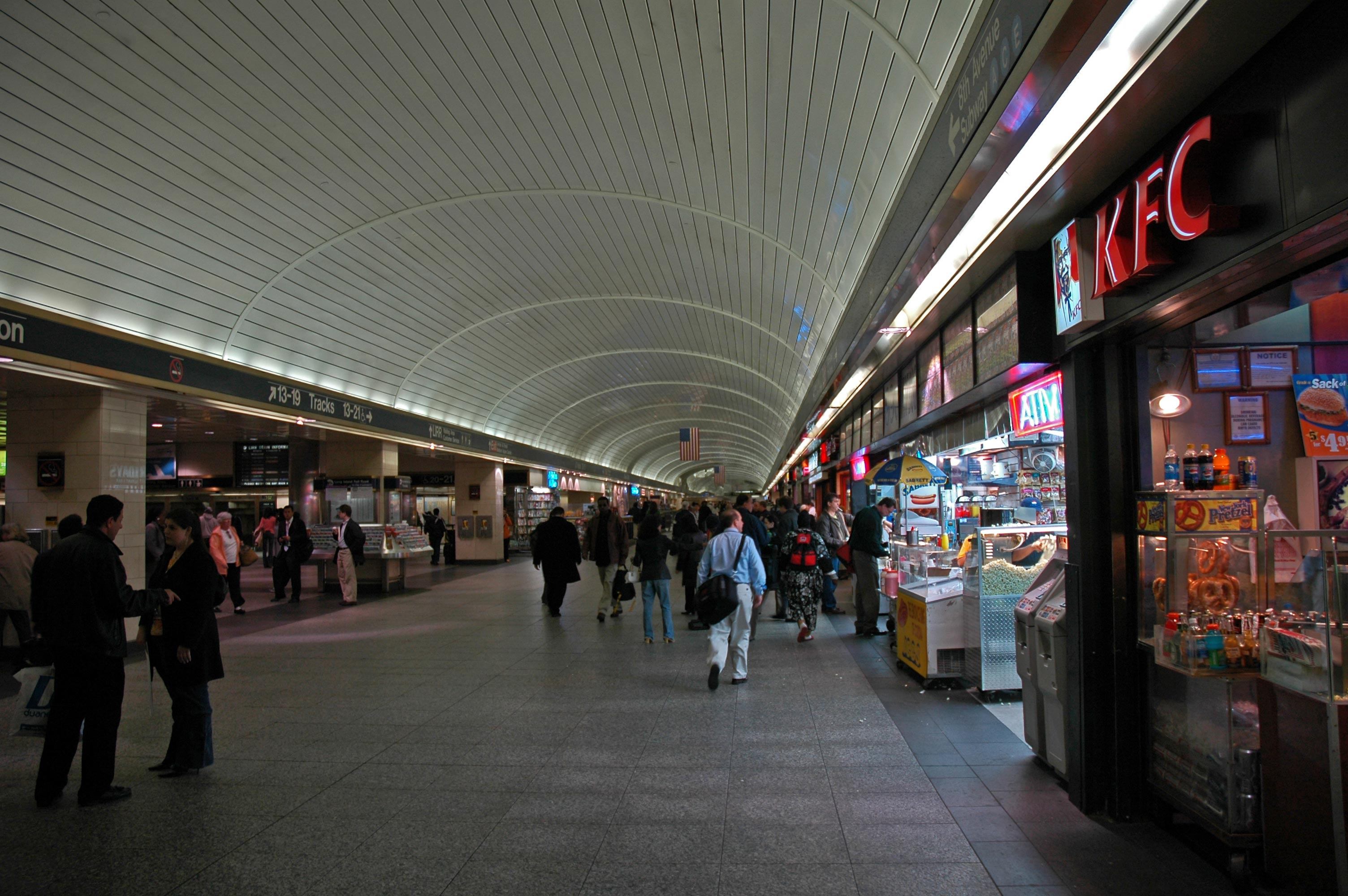
Ondergrondse hal
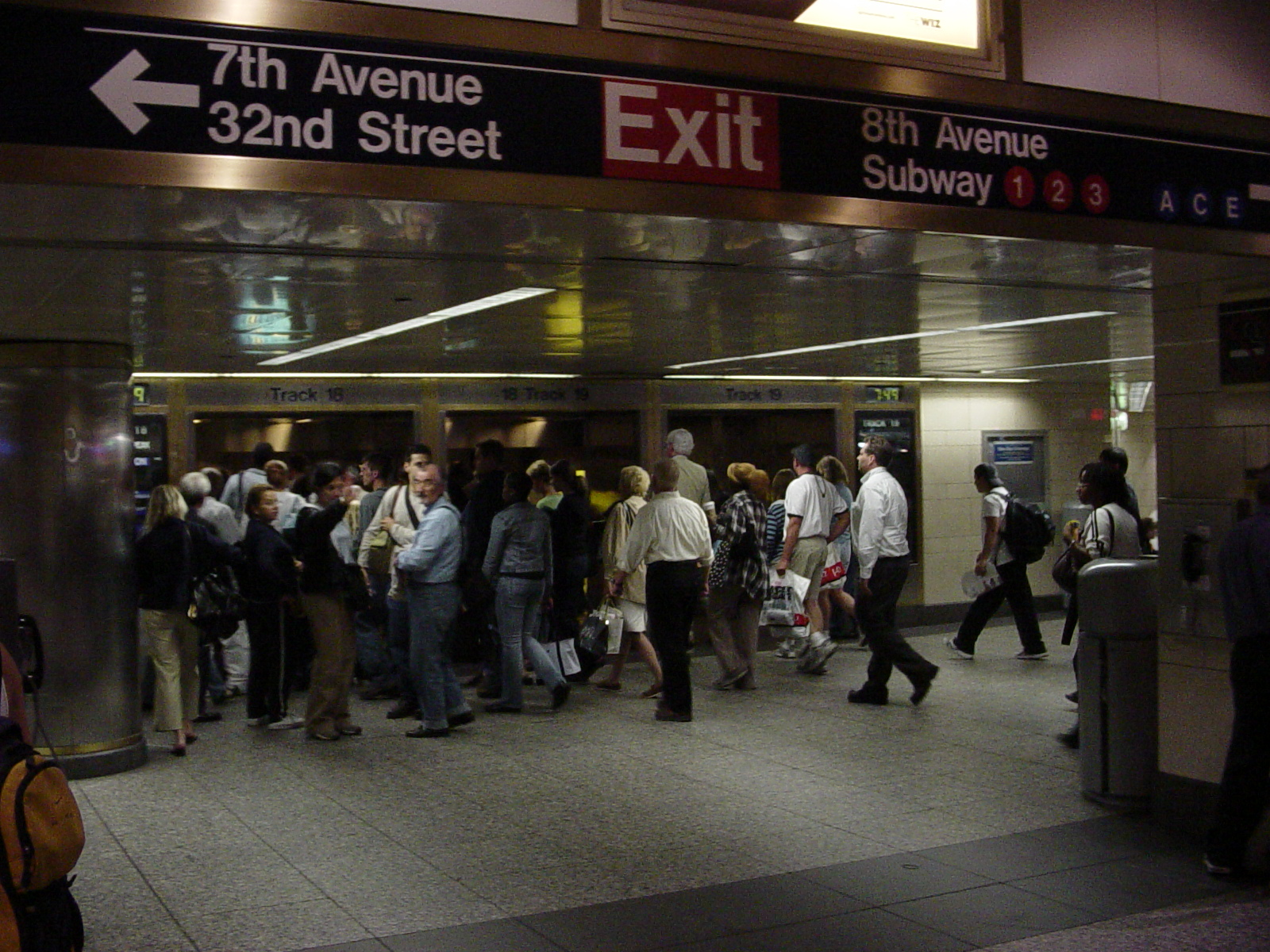
Een menigte loopt naar de trein tijdens de spits
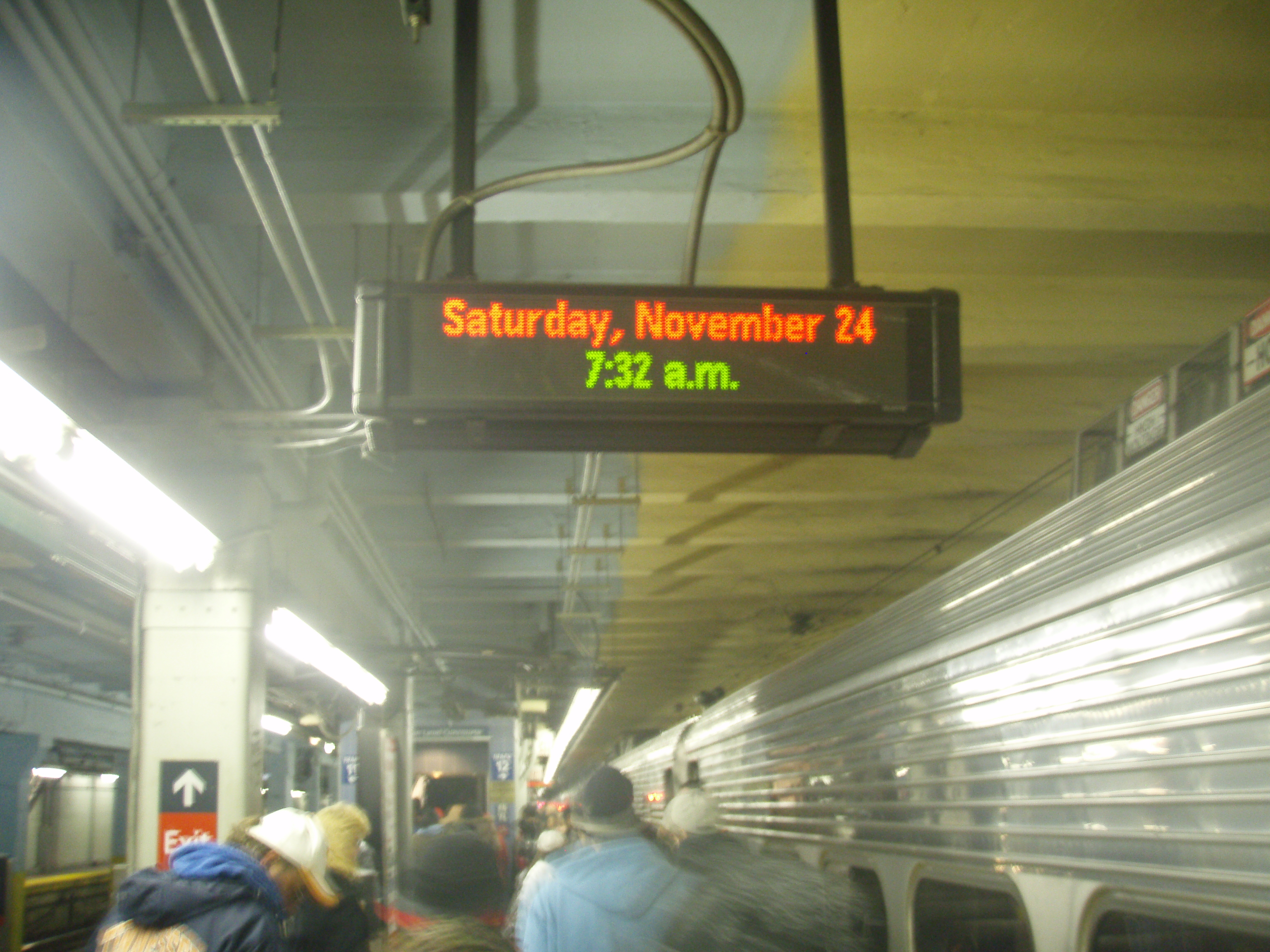
New Jersey Transit perron
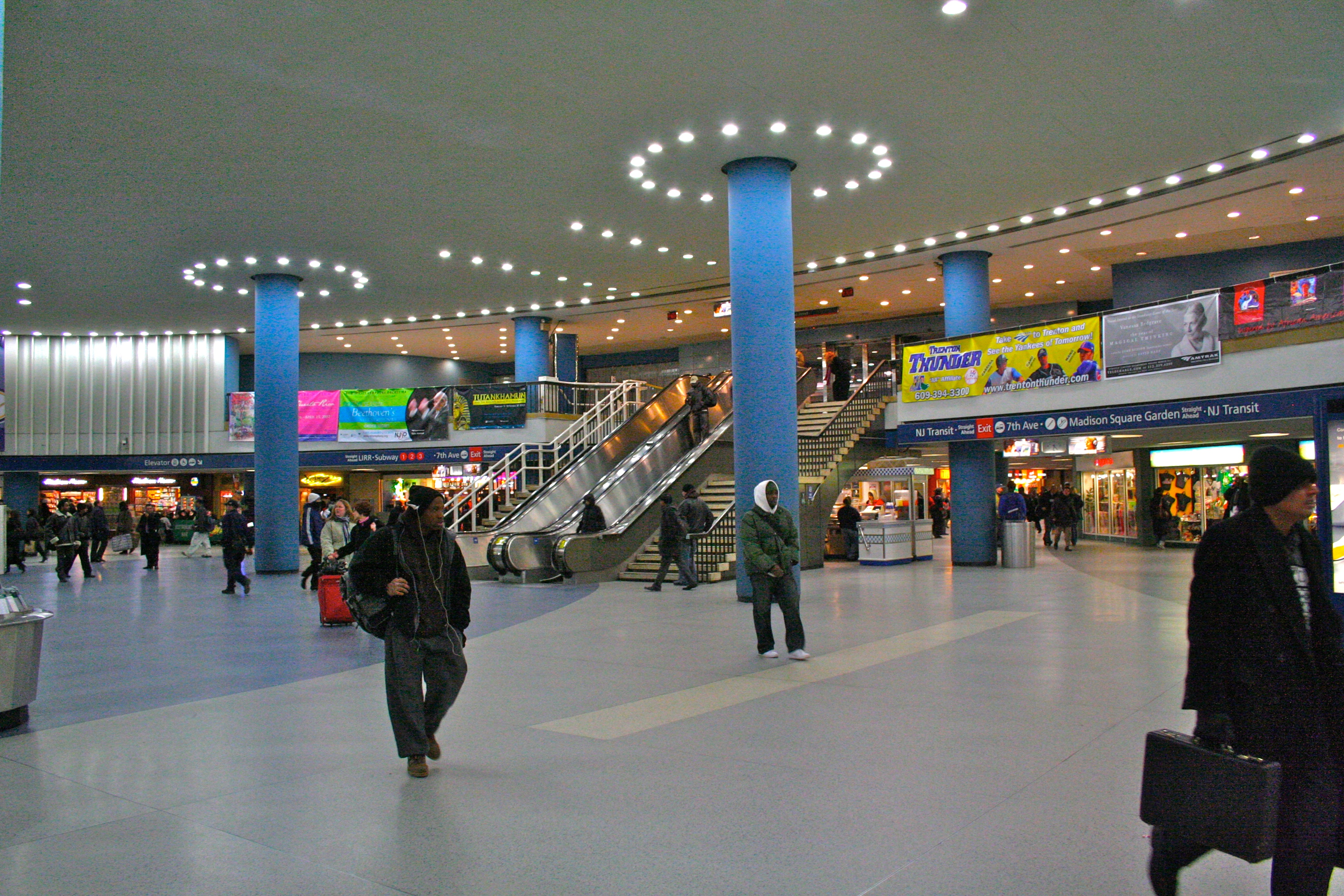
Hal
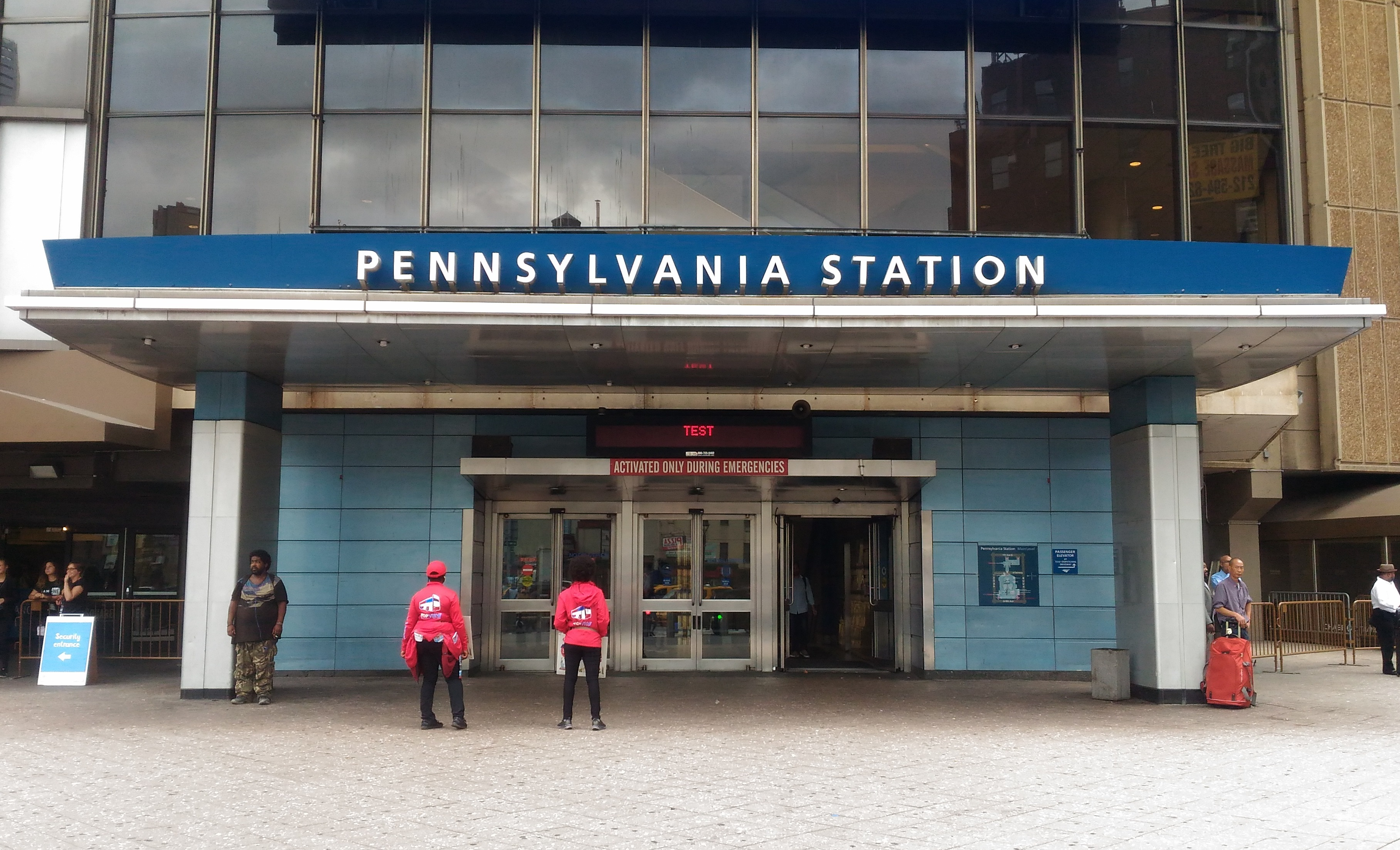
Ingang vanuit 8th Ave.